# Антипкино
Анти́пкино (чув. Энтипьел) — деревня в Кошкинском районе Самарской области. Входит в состав сельского поселения Большое Ермаково.

## География
Находится на расстоянии примерно 15 километров по прямой на север от районного центра села Кошки.

## История
По одним данным основана в 70-е гг. XVIII века. По другим данным служилый чуваш Чулпан Иштеряков по владенной грамоте получил здесь землю в 1700 году и поселил на ней ясачных чувашей.

## Население
Постоянное население составляло 250 человек (чуваши 95%) в 2002 году, 223 — в 2010 году.